# リヒェンツァ・フォン・ノルトハイム
リヒェンツァ・フォン・ノルトハイム（Richenza von Northeim、1087年から1089年頃 - 1141年6月10日）は、ノルトハイム伯爵家の出身で神聖ローマ皇帝ロタール3世妃。ノルトハイム伯ハインリヒ・デア・フェテ（バイエルン公オットー・フォン・ノルトハイムの息子）とブルノン家のゲルトルート・フォン・ブラウンシュヴァイクの娘。

## 生涯
1100年頃にザクセン公で後に皇帝となるロタール・フォン・ズップリンゲンブルクに嫁いだ。1115年に生まれた彼らの娘ゲルトルートはバイエルン公ハインリヒ10世（傲岸公、または尊大公ともいう）に嫁ぎ、これによりブルノン家とノルトハイム伯爵家の所領はヴェルフ家に移った。しかし、ロタール3世の死後、ハインリヒ10世はコンラート3世から所領を没収され、代わってアスカーニエン家のアルブレヒト熊公がザクセン公に任命された。アルブレヒト熊公との戦いで、リヒェンツァは孫のハインリヒ獅子公のザクセンにおける権利を主張した。
1141年没。1137年に亡くなった夫や、婿のハインリヒ傲岸公らと共にケーニッヒスルッターのカイザードームに葬られた。